# K745 Chung Sang Eo
K745 Chung Sang Eo (kor. 청상어 어뢰; hrv. Plava morska psina) je južnokorejski laki protupodmornički torpedo kojeg je razvila Agencija za razvoj obrambenih tehnologija za potrebe domaće ratne mornarice. Torpedo se može montirati na ratno brodovlje, helikoptere za protupodmorničku borbu ili zrakoplove pomorske ophodnje.

## Korisnici
- Južna Koreja: južnokorejska ratna mornarica.

## Vidjeti također
- K731 Baek Sang Eo

## Vanjske poveznice
- 한국 첫 경어뢰 ‘청상어’ 탄생비화…KBS1 ‘신화창조의 비밀’서 개발과정 소개